# Helius (Helius) micracanthus
Helius (Helius) micracanthus is een tweevleugelige uit de familie steltmuggen (Limoniidae). De soort komt voor in het Neotropisch gebied.